# Cytisogenista lusitanica
Cytisogenista lusitanica là một loài thực vật có hoa trong họ Đậu. Loài này được (Mill.) Rothm. mô tả khoa học đầu tiên năm 1940.